# Magnoliales
Ordinul Magnoliales face parte din subclasa Magnoliidae.

## Caracteristici
Acest ordin cuprinde plante lemnoase cu frunze simple. Floarea are organizare primitivă, cu periant simplu, nediferențiat. Elementele florale sunt dispuse spiralat.

## Familii
Ordinul Magnoliales cuprinde următoarele familii de plante:
- Magnoliaceae